# Pütt (Einheit)
Das Pütt, in einigen Regionen auch Pott, war ein norddeutsches Volumenmaß und fand bei Erdarbeiten und als Abstichsmaß im Torfabbau Anwendung. Im Königreich Hannover war im Torfabbau Pütt das Tagewerk. Die Torfpütte war der jährliche Torfabstich.
Ein Pütt hatte die Abmessungen in Länge × Breite × Tiefe von
- Hamburg 1 Pütt = 16 Fuß × 16 Fuß × 4 Fuß, also 1024 Kubikfuß = 703,0608 Pariser Kubikfuß = 24,099 Kubikmeter[1]
  - 1 Pütt = 4 Schachtruten
- Großherzogtum Oldenburg 1 Pütt = 20 Fuß × 20 Fuß × 4 Fuß, also 1600 Kubikfuß
  - 1 Schacht = 20 Fuß × 20 Fuß × 1 Fuß, also 400 Kubikfuß